# Diorama
Pour les articles homonymes, voir Diorama (homonymie).

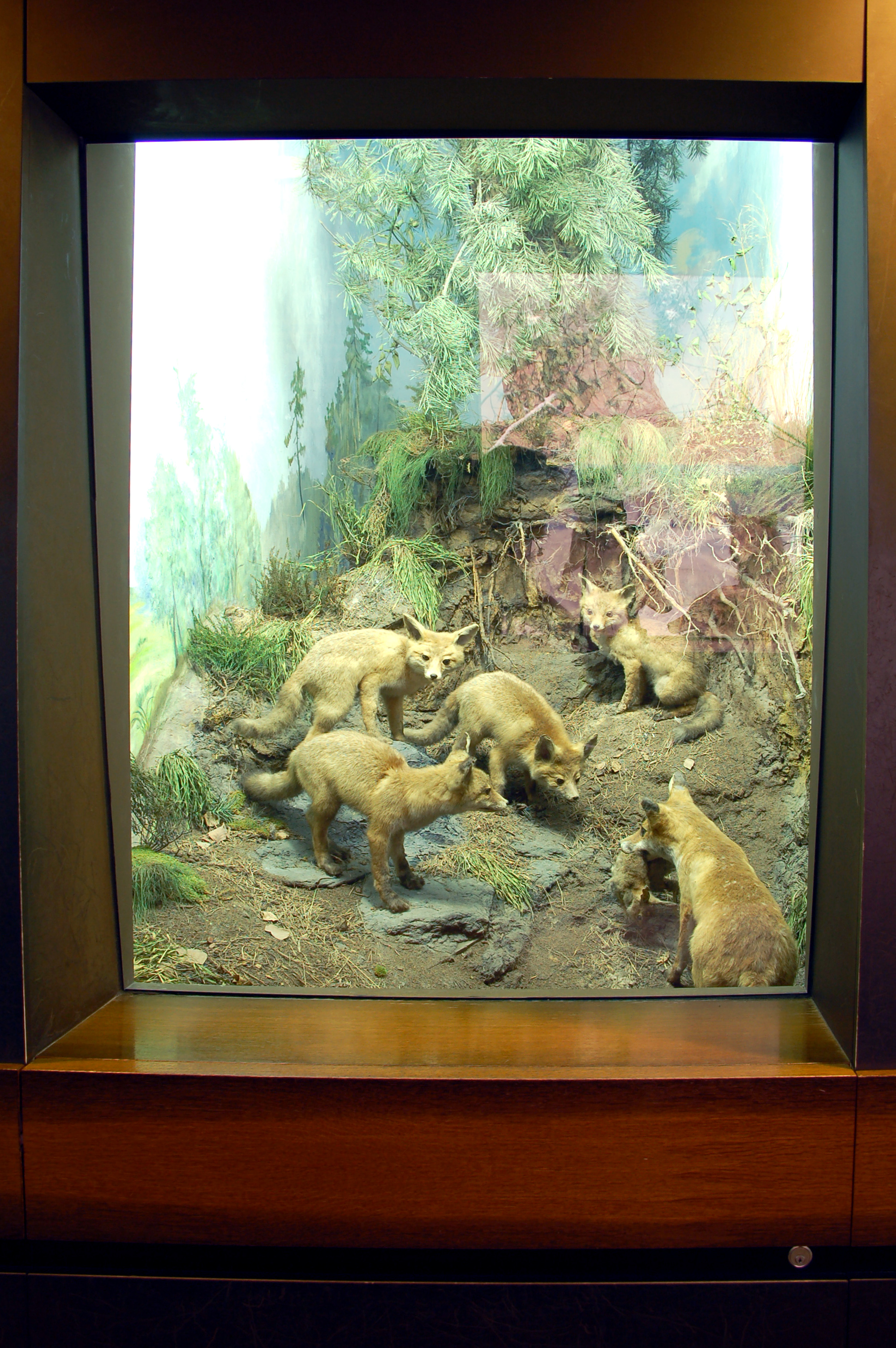
Renards au muséum Senckenberg, Francfort-sur-le-Main.

Le diorama (de panorama avec le préfixe dia- qui se substitue au préfixe pan-) est un dispositif de présentation par mise en situation ou mise en scène d'un modèle d'exposition (un personnage historique, fictif, un animal disparu ou encore vivant à l'ère du public…), le faisant apparaître dans son environnement habituel.
C'est un mode de reconstitution d'une scène (historique, naturaliste, géologique ou même religieuse) en volume (au moins pour le sujet principal placé au centre de la scène).

## Principe
Dans son mode le plus simple, le diorama consiste en une base ou socle supportant le modèle et complété par un fond de décor peint en deux dimensions.
Dans un mode plus évolué, le diorama comporte un environnement lui aussi modélisé en volume avec une richesse de détails identique à celle du modèle.
La véracité est obtenue par un rendu des textures et des couleurs les plus proches de la réalité exposée (il se différencie en cela de la sculpture) voire par l'utilisation des véritables matériaux et objets (végétaux séchés selon les techniques de l'herbier, reconstitution d'habitats en matériaux d'origine (peaux, adobe, etc.), mise en situation d'objets archéologiques ou de fossiles dans leur environnement contemporain ou des reconstitutions de sites de fouilles).
L'échelle de la représentation dépend principalement du sujet exposé : une bataille historique, une scène de jeu, une scène avec des habitations, se feront à échelle réduite ; a contrario un animal dans son environnement (renard, mammouth, calmar géant, etc.) sera exposé à l'échelle 1 du réel pour plus de véracité et de didactisme.

## Histoire
En 1822, est appelée « diorama » une peinture de grande dimension animée par un jeu de lumières. Par exemple, le diorama de Louis Daguerre est un dispositif illusionniste incluant des toiles peintes sur support transparent, une chambre, une lentille de vision et un soufflet, que l'inventeur appelle un « polyorama panoptique ».

## Sujets
Historiquement, la crèche obéit la première aux principes du diorama (un décor, des personnages, une scène reconstituée).
Les scènes de batailles ont été des sujets de prédilection pour ces scènes pédagogiques (bataille de Plevna, bataille de Waterloo, Bataille de Leningrad…).
Le modélisme use de ce genre de représentation pour la présentation de modèles réduits ou de scènes de jeu. On retrouve ce phénomène dans sa version numérique dans certains jeux vidéos.
Les muséums d'histoire naturelle présentent depuis le XIXe siècle, par souci didactique, des animaux dans les scènes de leurs habitats particuliers (des naturalisations pour les animaux contemporains).
Certains dioramas ajoutent un fond sonore et vidéo, tel le Diorascope. 
En 2018, l'artiste japonais « Monde » invente les book nooks, des dioramas représentant en particulier des ruelles, sous forme de boîtes à insérer dans une bibliothèque.

## Quelques muséums présentant des dioramas
- Musée national d'histoire naturelle de Stuttgart, Stuttgart
- Musée d'histoire naturelle, Berne
- Musée cantonal de zoologie, palais de Rumine, Lausanne
- Musée d'histoire naturelle, Tournai
- Muséum d'histoire naturelle, Genève
- Muséum Senckenberg, Francfort-sur-le-Main
- Museo Civico di Storia Naturale, Milan
- Musée américain d'histoire naturelle, New York
- Musée Field, Chicago
- Hyogo Prefectural Museum of Archaeology (ja), préfecture de Hyōgo au Japon
- Préhistorama, Rousson
- Musée d'histoire naturelle, Lille

Leur qualité de présentation est due à l'intervention de trois spécialistes : le peintre du décor du fond, le peintre des détails des premiers plans et le taxidermiste.

## Les musées d'histoire présentant des dioramas
- Musée allemand des Blindés (Panzermuseum), Munster
- Musée des Blindés, Saumur : chars d'assaut représentés dans des situations de combat
- Musées royaux d'Art et d'Histoire au Cinquantenaire, Bruxelles : reconstitution de la ville antique de Rome
- Musée de Londres, Londres dont un diorama reproduisant les débuts du grand incendie de 1666
- Musée d'histoire de l'armement, Rastatt
- Musée de la Résistance norvégienne, Oslo
- Diorama Storm of Sapun Mountain on May 7, 1944 in Sevastopol (ru), Mont Sapoune, Sébastopol
- Musée Saint Jean-François Régis, Lalouvesc
- Military Museum, Bucarest : diorama du siège de Plevna
- Les ports artificiels de la Bataille de Normandie, Arromanches-les-Bains
- La Tour Tanguy, Brest : reconstitutions historiques du Brest d'avant 1939
- Le Musée vivant d'Al-Andalus, Cordoue reconstitutions et scènes de l'Espagne Islamique d'avant la Reconquista

## Scènes typiques

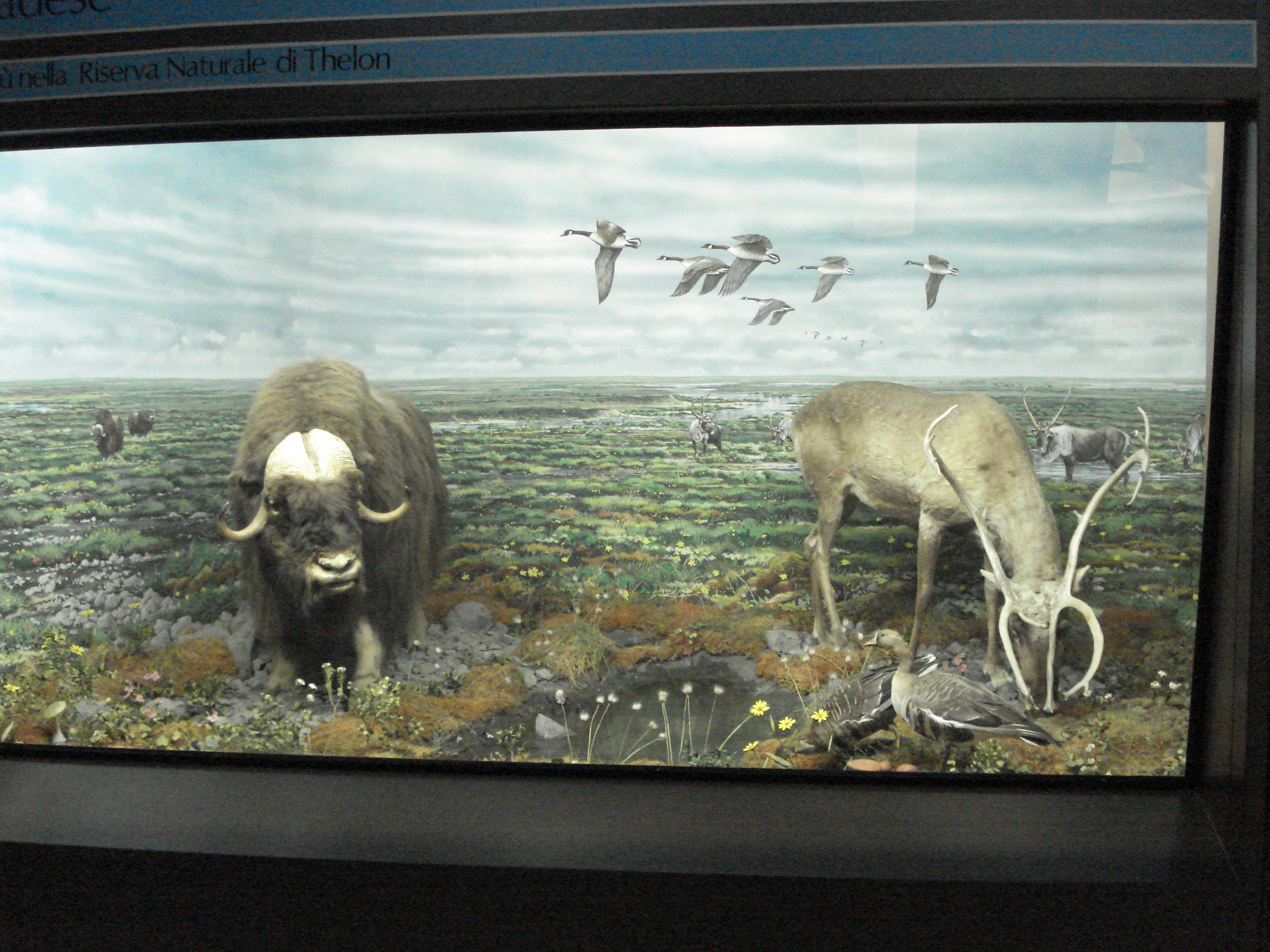
Faune de la rivière Thelon (Canada), au Museo di storia naturale de Milan.
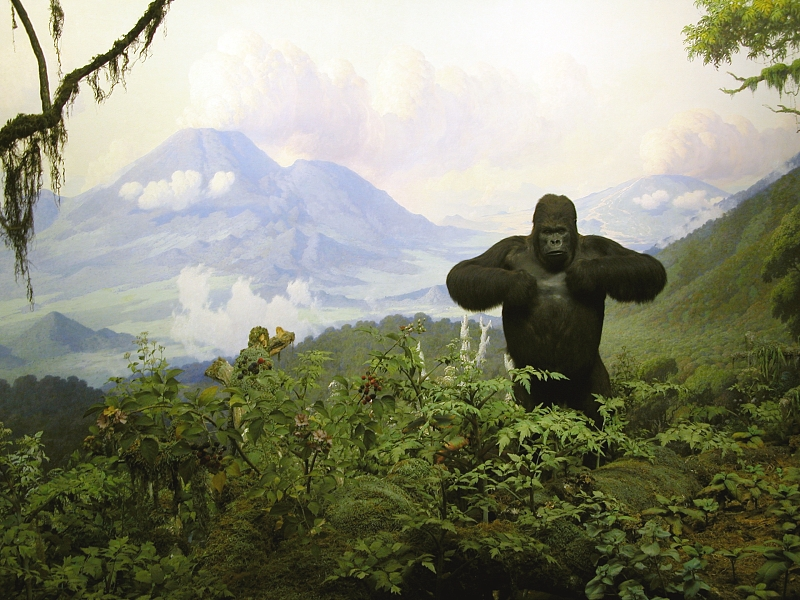
Gorille au musée américain d'histoire naturelle de New York.
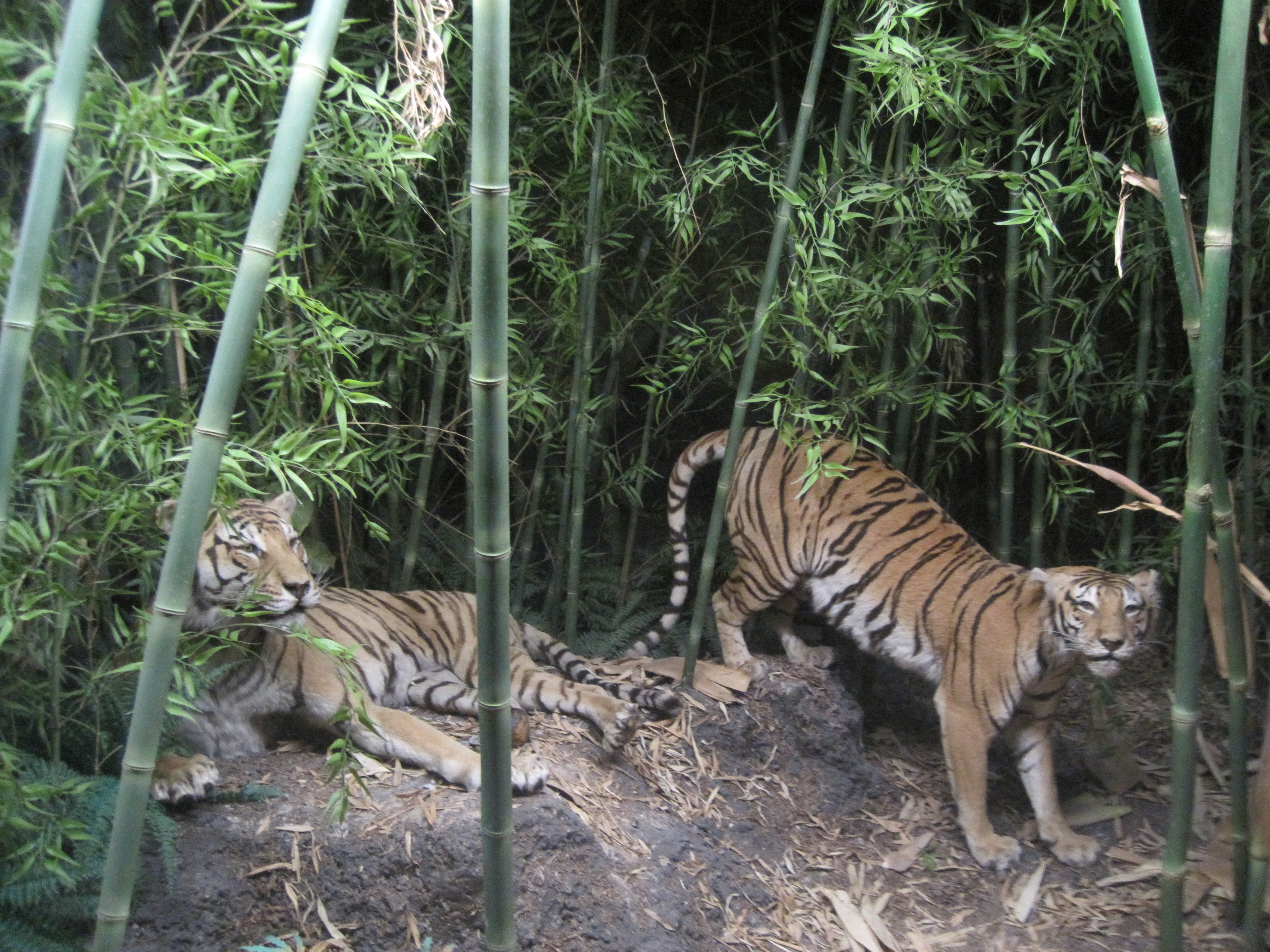
Tigres au musée d'histoire naturelle de Berne.
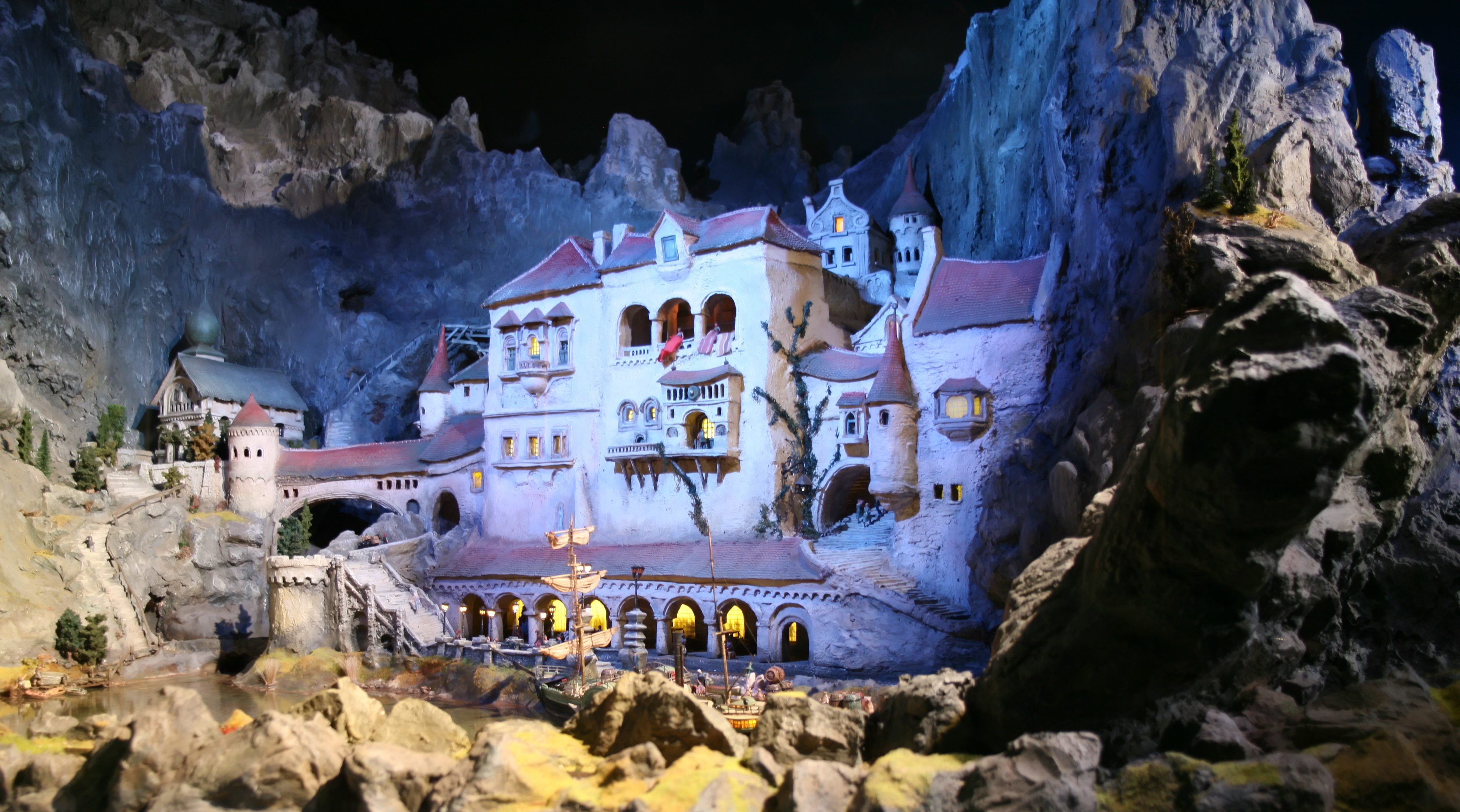
Scène nocturne, Diorama, Efteling.